# Pacemaker (logiciel)
Pacemaker est un logiciel Open source portant sur la gestion d'une grappe de machines pour un service de haute disponibilité. Il est chargé de démarrer, arrêter et superviser les ressources du cluster. Ce projet est supporté par les entreprises Red Hat, SUSE et Linbit.
Il implémente plusieurs API pour contrôler les ressources, mais son API de prédilection est l'Open Cluster Framework (OCF).

## Historique
Depuis 2004, ce logiciel permet la gestion des ressources utilisées par une grappe de serveurs. Il faisait partie de Heartbeat, puis en 2017 il a été dissocié.